# Rokovci
Rokovci su selo nadomak Vinkovaca, smješteno na desnoj obali Bosuta. Administrativno pripadaju općini Andrijaševci. Ima nešto više od 2000 stanovnika. Nadomak sela nalazi se arheološko nalazište "Rokovačke zidine".

## Ime i smještaj
Ime Rokovci nesumnjivo dolazi od imena zaštitnika crkve - svetog Roka.  I inače je u kršćanskom svijetu, ne samo u Hrvatskoj, imenopis naselja prepun je naziva iz imena sela.
Selo Rokovci nalazi se u Vukovarsko-srijemskoj županiji južno od Vinkovaca i iza šume Kunjevci s desne strane rijeke Bosuta. Rokovci se spominju 1486. godine kao posjed Rokovicz i Rokowcz u vlasništvu obitelji Motočinskih.

Za vrijeme turske vlasti selo se nalazilo na rubu Kunjevačke šume, sjevernije od svog današnjeg položaja, oko crkve svetog Roka koja nije stajala neposredno uz Rokovačke zidine, nego se nalazila nešto dalje od nje. Poslije progona Turaka preselili su se Rokovčanni na svoje današnje mjesto. Tom novom naselju daju ime Rokovci prema staroj crkvi svetog Roka oko koje su imali i svoje groblje. U novom naselju grade crkvu također u čast sv. Roku.

## Stanovništvo
| broj stanovnika | 529   | 467   | 588   | 704   | 913   | 822   | 907   | 1055  | 1206  | 1389  | 1584  | 1680  | 1830  | 1955  | 2084  | 2029  | 1692  |
|                 | 1857. | 1869. | 1880. | 1890. | 1900. | 1910. | 1921. | 1931. | 1948. | 1953. | 1961. | 1971. | 1981. | 1991. | 2001. | 2011. | 2021. |

## Udruge
- Udruga mladih 'Ruke' Rokovci
- Udruga umirovljenika
- Udruga žena
- Udruga Academus

## Šport
- HNK Frankopan Rokovci-Andrijaševci
- MRK Frankopan Rokovci-Andrijaševci

## Vanjske poveznice
- Web stranica Rokovaca i Andrijaševaca